# Eva Englund (författare)
Eva Märta Englund Kinnander, född 28 september 1940 i Uppsala, är en svensk författare och översättare.
"E skildrar människans kontaktsvårigheter gentemot sin omgivning o hennes problem att finna en positiv, skapande livsform. ... Äv noveller (Bålarna, BLM 1966 m fl), radiopjäser samt övers av barndramatik." (Litteraturlexikon: svensk litteratur under 100 år)